# Hexatoma perlongata
Hexatoma perlongata är en tvåvingeart som beskrevs av Alexander 1961. Hexatoma perlongata ingår i släktet Hexatoma och familjen småharkrankar. Inga underarter finns listade i Catalogue of Life.